# محمد أبو العلا
محمد أبوالعلا لاعب كرة قدم مصري ،ولد في 16 يناير 1980 يلعب في الوقت الحالى لنادى انبي. يلعب في مركز وسط مدافع. ويحمل رقم القميص 11. كان أول ظهور له في كأس العالم للناشئين 1997 بمصر مع منتخب مصر الوطني حيث كان ضمن الفريق الذي ضم أيضا أحمد بلال لاعب النادي الأهلي المصري حاليا حيث لفت إليه الأنظار بشدة وانطلق بعدها يبدع مع الفريق الأول في الزمالك، وهو من ناشئي نادي الزمالك حيث تم تصعيده للفريق الأول حتى أصبح الآن هو قائد الفريق ساهم في حصول الزمالك على كثير من البطولات ويشتهر بتميزه الشديد في الديربي ضد فريق الأهلي المصري، ويشتهر أبوالعلا بالتمريرات البينية المتقنة إلى جانب تميزه في مركز الوسط المدافع.
و رغم اختلاف أراء مشجعي الزمالك فيما يخص مستواه، إلا انهم اتفقوا على أنه لاعب مخلص للزمالك، وساهم في إنجازات كثيرة تحققت، وهو أحد أفراد الجيل الذهبي للزمالك والذي حقق ما يزيد عن 10 بطولات في أربع سنوات هذا إلى جانب الانتصارات المتتالية على الأهلي والإسماعيلي.

## مسيرته الكروية
لعب محمد أبو العلا خلال مسيرته الاحترافية مع 4 أندية في سبعة عشر موسمًا وسجل خلالها 15 هدفًا ضمن 231 مباراة. حيث فاز في أربعة مواسم بالكأس وفي ثلاثة مواسم بالدوري.
خاض محمد أبو العلا مسيرته مع نادي الزمالك في موسم 1997–98 ليلعب معه اثنا عشر موسمًا، مشاركًا في 153 مباراة سجل خلالها 9 أهداف. ثم انتقل إلى نادي الإنتاج الحربي في موسم 2009–10 في المرة الأولى لمدة موسم واحد ثم في موسم 2013–14 لمدة موسم واحد، حيث شارك طوالها في 33 مباراة سجل خلالها 3 أهداف. لينتقل بعدها إلى نادي إنبي في موسم 2010–11 ولمدة موسمين، مشاركًا في 34 مباراة سجل خلالها 3 أهداف أيضًا. ثم انتقل إلى نادي وادي دجلة في موسم 2012–13 لمدة موسم واحد، مشاركًا في 11 مباراة ولم يسجل أي هدف.

## البطولات

### نادى الزمالك
بطولة الدوري المصري 3 مرات 2000-2001 / 2002-2003 / 2003-2004
بطولة كأس مصر مرتين 2002 و 2008
دوري أبطال أفريقيا 2002
كأس الكؤوس الأفريقية 2000
كأس السوبر المصري 2001
كأس السوبر الأفريقي 2003
البطولة العربية 2003

### نادى إنبي
- 1 كأس مصر 2010/11

## روابط خارجية
- محمد أبو العلا على موقع ناشيونال فوتبول تيمز (الإنجليزية)